# Livanjsko polje
Livanjsko polje – polje w zachodniej Bośni i Hercegowinie, w kantonie dziesiątym; największe polje na obszarze krasu Gór Dynarskich i być może największe okresowo zalewane polje krasowe na świecie.
Od 11 kwietnia 2008 roku wpisane na listę konwencji ramsarskiej jako część obszaru nr 1786 Livanjsko Polje o powierzchni 45 868 ha.

## Położenie
Livanjsko polje znajduje się w granicach miasta Livno oraz gmin Bosansko Grahovo i Tomislavgrad w kantonie dziesiątym, w Federacji Bośni i Hercegowiny, w zachodniej części Bośni i Hercegowiny. Jego obszar rozciąga się w pasie o długości 64,8 km i średniej szerokości 6 km (maksymalnej – 11,5 km) przebiegającym z północnego zachodu na południowy wschód wzdłuż granicy z Chorwacją (minimalna odległość od granicy bośniacko-chorwackiej wynosi 2,5 km). Polje od południa ogranicza pasmo Dinara i szczyt Kamešnica, od wschodu góra Tušnica, od północy szczyty Cincar i Golija, a od zachodu góry Šator i Staretina. W południowej części polja znajduje się utworzony w 1973 roku zbiornik zaporowy Buško o powierzchni 55 km² (znany wcześniej jako obszar torfowiskowy Buško Blato). Głównym miastem jest Livno znajdujące się na wschodnim skraju polja.

## Charakterystyka

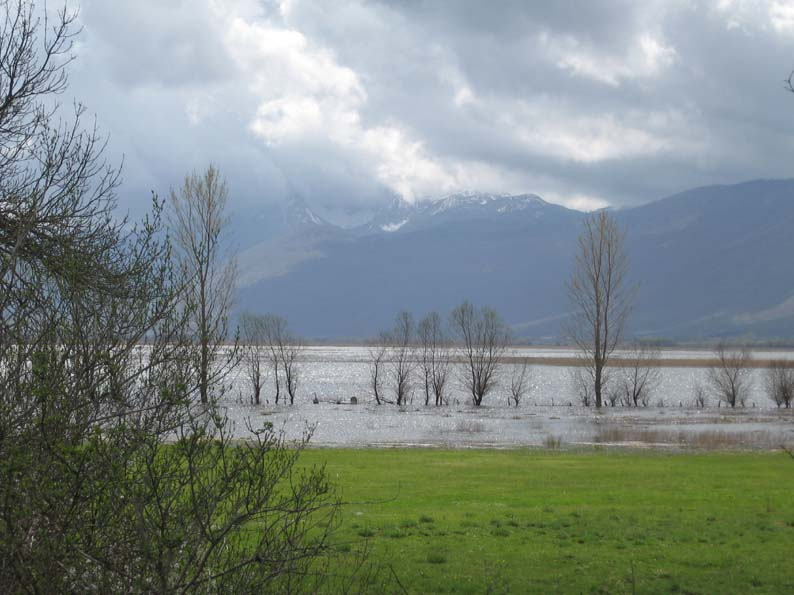
Livanjsko polje zalane wiosną 2008 roku

Dno polja zbudowane jest z nieprzepuszczalnych osadów neogenu, natomiast zbocza mają charakter wapienny. Obszar livanjskiego polja obejmuje płytko zalewane (na głębokość ok. 1,5 m, głównie w okresie wiosennym) grunty rolne, pastwiska i lasy łęgowe, sezonowe mokradła i rozlewiska, a także występujące stale rzeki i strumienie (m.in. Bistrica, Sturba czy Žabljak), leje i źródła krasowe (estawele) oraz największe na Bałkanach torfowiska.

### Klimat
Livanjsko polje leży na styku klimatu kontynentalnego i śródziemnomorskiego. Zimą dominują wpływy tego pierwszego, natomiast latem dominuje klimat śródziemnomorski. Średnia roczna suma opadów na tym obszarze wynosiła 1181 mm w latach 1951–1972 i 1174 mm w latach 1973–1984, natomiast średnia roczna temperatura to 8,9 °C.

### Flora
Na terenie livanjskiego polja stwierdzono występowanie 315 gatunków roślin, w tym m.in. zagrożonej goryczki żółtej oraz janowca Genista sericea, a także miejscowych endemitów – Gentiana dinarica i Lilium bosniacum.

### Fauna
Livanjsko polje jest jednym z najważniejszych miejsc zimowania, migracji i lęgów ptaków wodnych oraz drapieżnych w skali Europy. Wykazano tutaj występowanie 204 gatunków ptaków, w tym chronionej góropatwy skalnej, kraski, głuszca i żurawia. Występują tu endemiczne gatunki ryb – brzanokiełb, jelec żółtoboki oraz Chondrostoma phoxinus. Ssaki reprezentowane są m.in. przez rysia euroazjatyckiego, wilka, niedźwiedzia brunatnego, dzika, tarpana, popielicę szarą i kozicę północną.